# STS-51-C
STS-51-C, voluit Space Transportation System-51-C, was een Spaceshuttlemissie van de NASA waarbij de Space Shuttle Discovery gebruikt werd. De Discovery werd gelanceerd op 24 januari 1985. Dit was de vijftiende Space Shuttlemissie en de derde vlucht voor de Discovery. En was de vierde landing op het Kennedy Space Center (KSC). Deze vlucht was de honderdste menselijke ruimtevlucht die in een baan om de aarde kwam.

## Bemanning
- Thomas K. Mattingly (3), bevelhebber
- Loren Shriver (1), Piloot
- Ellison S. Onizuka (1), Missie Specialist 1
- James Buchli (1), Missie Specialist 2
- Gary Payton (1), Payload Specialist 1

tussen haakjes staat de aantal vluchten die de astronaut gevlogen zou hebben na STS-51-C

## Missieparameters
- Massa
  - Booster: IUS upper stage ~ 18,000 kg
  - Magnum ELINT satellite: ~ 3,000 kg
- Perigeum: 332 km
- Apogeum: 341 km
- Glooiingshoek: 28.4°
- Omlooptijd: 91.3 min

## Missie gegevens
De Discovery maakte zijn derde vlucht in januari 1985 en was de eerste missie die geheel bestemd was voor militaire doeleinden van de United States Department of Defense. De geheime vracht is succesvol in een lage baan om de aarde gebracht.
De lancering vond plaats op 24 januari 1985 om 2:50:00 p.m. en de eerste lancering van tien Space Shuttle vluchten van dat jaar. De lancering moest eigenlijk zijn op 23 januari 1985 maar werd uitgesteld omdat de weer condities slecht waren. De Space Shuttle Challenger was officieel geselecteerd voor deze missie, maar werd vervangen door de Discovery toen er problemen waren met het hitteschild van de Challenger.
De missie duurde 3 dagen, 1 uur en 33 minuten. De Discovery landde op Landingsbaan 15 van het Shuttle Landing Facility op 27 januari 1985 om 4:23:23 p.m EST.

## Problemen tijdens lancering
De Discovery ontsnapte bij deze missie op het nippertje aan een ramp. Toen de Discovery werd gelanceerd, was de temperatuur relatief laag (11 graden Celsius; dit was de koudste lancering tot op dat moment). Toen de twee afgestoten boosters in zee werden gevonden, werd er een probleem in de naad gevonden. Onder de O-ringen zat roet en er waren sporen te zien van brand. Door de lage temperatuur waren deze ringen stijf geworden, waardoor ze de naad niet goed hadden afgedicht. Het werd duidelijk dat de Discovery aan een ramp was ontsnapt. Op een millimeter na zouden alle O-ringen zijn doorgebrand. Als de boosters langer aan de shuttle gekoppeld waren geweest, was de Discovery naar alle waarschijnlijkheid verongelukt.